# Ikaria (regionální jednotka)
Ikaria (řecky: Περιφερειακή ενότητα Ικαρίας) je jednou z 5 regionálních jednotek kraje Severní Egeis v Řecku. Zahrnuje území obydlených ostrovů Ikaria, Fournoi, Thymaina a Agios Minas a menších okolních neobydlených ostrovů. Hlavním městem je Agios Kirykos. Břehy omývá Egejské moře.

## Administrativní dělení
Regionální jednotka Ikaria se od 1. ledna 2011 člení na 2 obce, které odpovídají hlavním obydleným ostrovům:

Administrativní dělení

| číslo na mapce | Obec    | řecky                 | rozloha (km²) | počet obyvatel | hustota zalidnění | sídlo obce    |
| -------------- | ------- | --------------------- | ------------- | -------------- | ----------------- | ------------- |
| 2              | Ikaria  | Δήμος Ικαρίας         | 254,41        | 8 423          | 33,11             | Agios Kirykos |
| 3              | Fournoi | Δήμος Φούρνων Κορσεών | 45,20         | 1 459          | 32,28             | Fournoi       |